# Lobocheilos illattioides
Lobocheilos illattioides är en fjärilsart som beskrevs av George Francis Hampson 1891. Lobocheilos illattioides ingår i släktet Lobocheilos och familjen nattflyn. Inga underarter finns listade i Catalogue of Life.